# Víctor Callejas
Víctor Callejas (Guaynabo, 11 dicembre 1960) è un ex pugile portoricano, detto Luvy.
Debutta fra i professionisti nel 1979 e nel 1984 sconfigge Loris Stecca, conquistando il mondiale WBA dei supergallo. Lo difende l'anno dopo ma nel 1986 perde il titolo per non averlo più messo in palio. Nel 1988 viene sconfitto nel mondiale WBC dei piuma e due anni dopo decide di ritirarsi.
Il suo record è 26-3 con 22 KO.